# Pino Rucher
Pour les articles homonymes, voir Pino et Rucher.
Pino  Rucher, né en 1924 et mort en 1996, est un guitariste et arrangeur italien.

## Biographie

### Les débuts
Dès qu’il était très jeune il montra  une  extraordinaire disposition pour la musique et révéla ses qualités lorsque son père, qui revint des États-Unis en 1933, lui apporta une guitare de laquelle il apprit vite, doué comme il était, à tirer des notes,,,.
Après des études sérieuses dans des écoles de musique locales, il débuta, très jeune, à Naples et à Bari,, où il put se procurer des disques, des partitions et autre matériel musical,,.
La présence des troupes américaines en Italie entre 1943 et 1946 marqua une étape décisive pour la formation musicale de Pino Rucher, qui bientôt entra dans des orchestres de l’armée alliée, où il y avait des musiciens importants, grâce auxquels il acquit l’esprit musical américain, surtout le jazz,,,,,,,,.

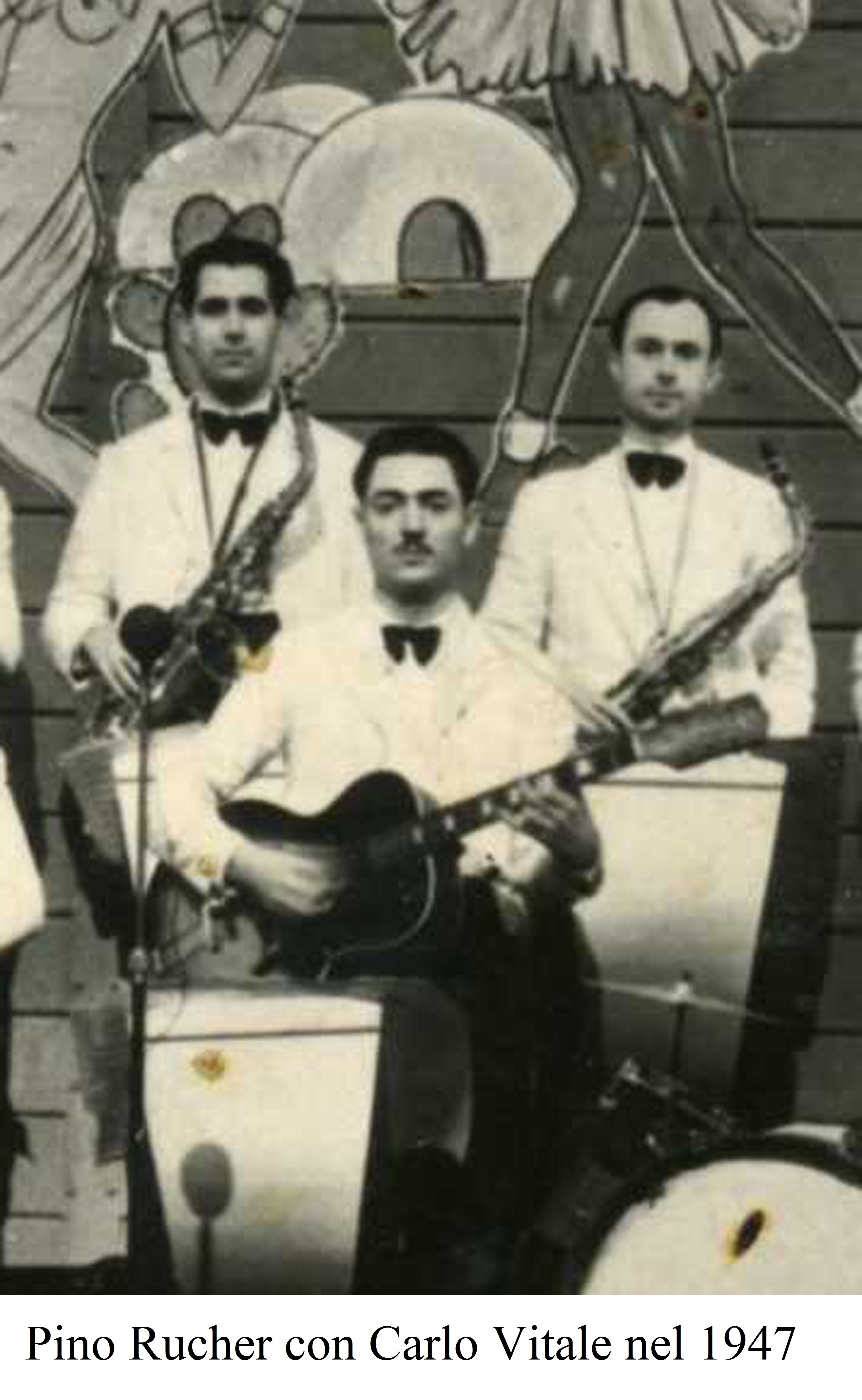
Pino Rucher avec l’Orchestre Vitale

En 1946 il entra dans l’orchestre de Carlo Vitale, après avoir réussi un concours pour le recrutement d’un guitariste organisé par Radio Bari, auquel participèrent de nombreux candidats provenant de toute l’Italie,,,,,,,.
Après la dissolution de cet orchestre, qui était devenu très populaire grâce à Radio Bari, qui eut une vaste résonance nationale en l’après-guerre, Pino Rucher entra dans l’orchestre de Carlo Zeme à Radio Milano. Bientôt, il eut la chance de travailler avec deux précurseurs du swing italien, Pippo Barzizza et Cinico Angelini,,,,,,,.

### Orchestre Angelini
Cinico Angelini choisit Pino Rucher comme un membre de sa nouvelle orchestre,,,, avec laquelle Rucher travailla pendant dix ans environ et participa à de nombreux événements en se distinguant par ses remarquables exhibitions et solos. Parmi ces événements il y eut le premier Festival international de la Chanson de Venise en 1955 et plusieurs festivals de la chanson de Sanremo,,,,,, y compris le Festival de 1957 lorsque Claudio Villa obtint la première place avec la chanson Corde della mia chitarra,,,.

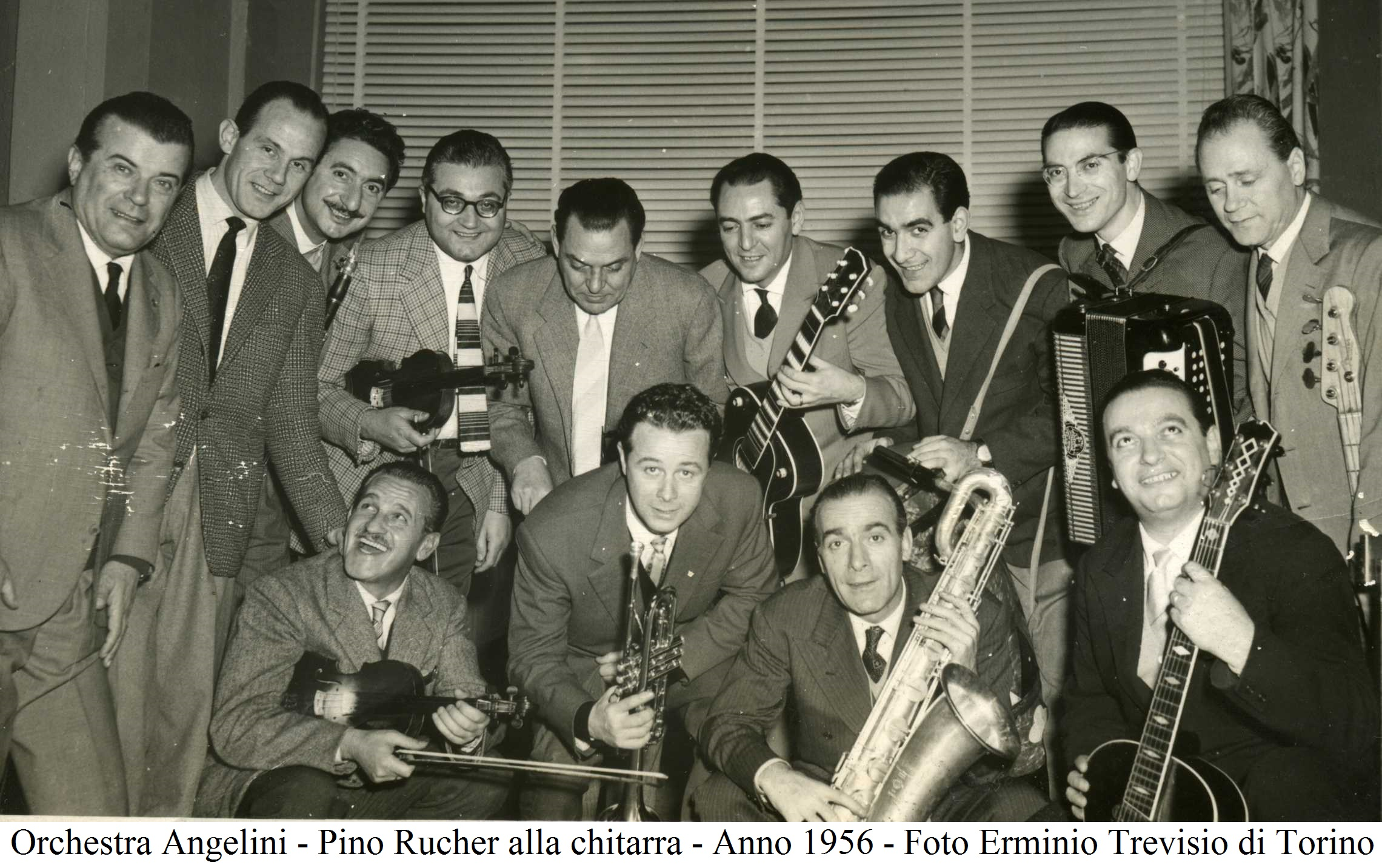
Pino Rucher à la guitare avec l’Orchestre Angelini (1956)

### Collaborations
Pendant sa carrière il participa à un grand nombre d’événements musicaux et d’émissions radio et télévisées (Festivals de Sanremo, Festival delle Rose, Festivals de Naples, Canzonissima, Gran varietà, Studio Uno, etc.),,, avec plusieurs orchestres, ne cessant jamais de cultiver sa passion pour la musique américaine, comme en font preuve les centaines de transcriptions, avec ses arrangements, effectuées en écoutant les disques de guitaristes fameux, tels que Barney Kessel, Wes Montgomery, Tal Farlow, Joe Pass,,. On peut percevoir clairement l’influence de la musique américaine même à travers l’exécution de la musique de chansons assaisonnée avec une pincée de jazz: E se domani et Una zebra a pois de Mina ou Amore twist de Rita Pavone,,,. Une autre importante collaboration fut celle avec Maestro Elvio Monti, qui voulut Pino Rucher pour beaucoup de ses enregistrements (par exemple, c’est Rucher qui joue de la guitare dans la pièce L’estasi, qui a été composée par Monti sur un texte d’Andrea Giordana et Marisa Solinas).
Pino Rucher prit part à une fameuse production RAI, Sorella Radio, qui eut un tel succès que tous les musiciens furent reçus par le Pape Paul VI, qui leur donna une médaille. Après la deuxième moitié des années soixante-dix et jusqu’à décembre 1983, il fut particulièrement engagé en des concerts avec l’orchestre Ritmi moderni de la RAI, qui était bien connu comme Big Band,. Il quitta la RAI en 1983 à cause de problèmes de santé,.

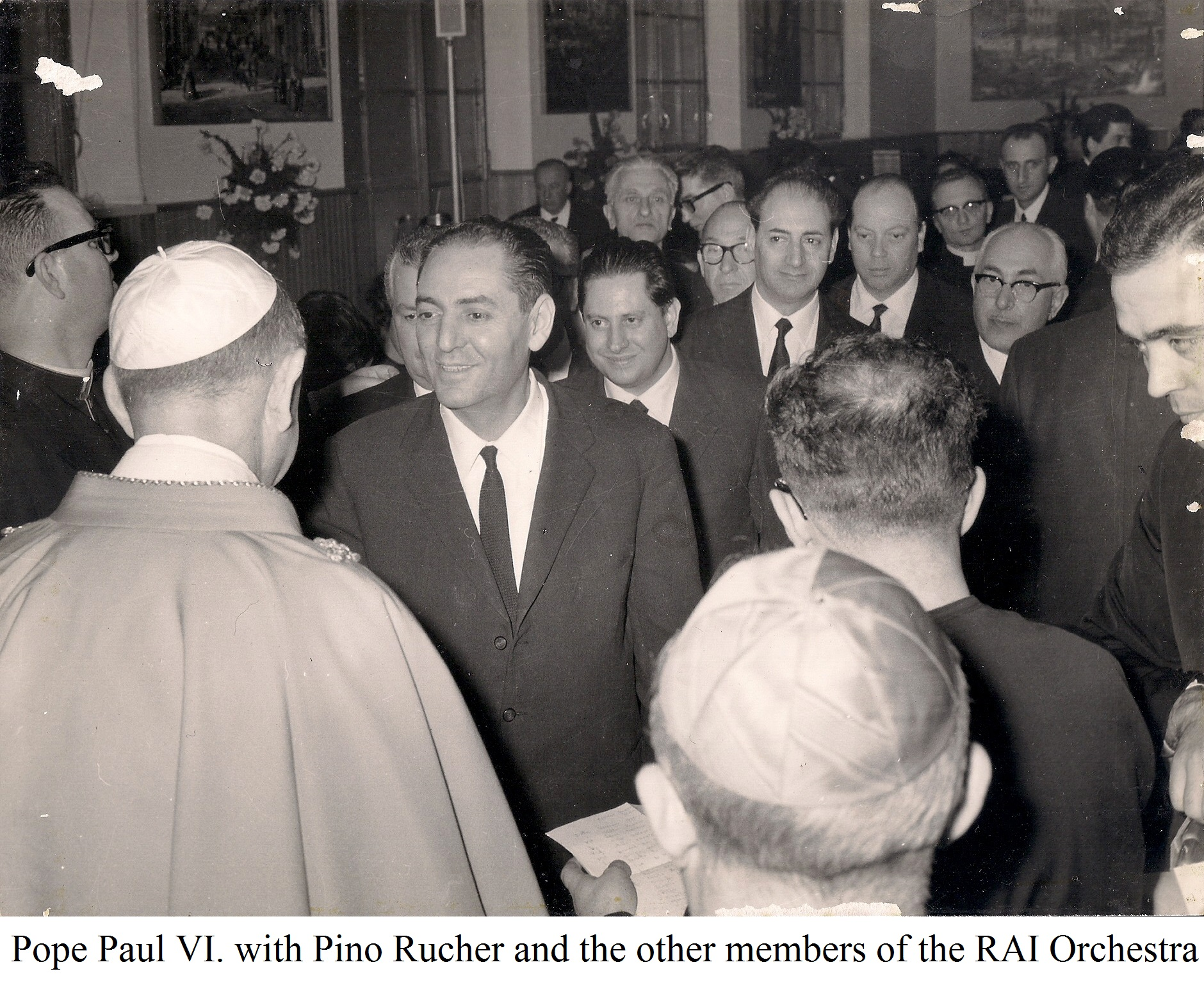
Pino Rucher reçoit une médaille par le Pape Paul VI

En ces années il put se consacrer davantage au jazz, qu’il aimait bien, en jouant en direct et en prenant part à des enregistrements avec des directeurs d’orchestres extraordinaires, parmi lesquels Wolmer Beltrami, Mario Bertolazzi, Bruno Biriaco, Claude Bolling, Giorgio Gaslini, Barry Guy, Gil Evans, Albert Mangelsdorff, Chris McGregor, Misha Mengelberg, Nigel Morris, Evan Parker, Roberto Pregadio, Berto Pisano, Enrico Rava, Franco Riva, Marcello Rosa, George Russell, Paul Rutherford, Archie Shepp, Kenny Wheeler,,,,,,,,,,,,,,,.
Le nom du guitariste Pino Rucher est présent dans l’ouvrage The Jazz Discography par Tom Lord, un ouvrage imposant qui a été aussi reproduit en CD-ROM et lisible en ligne.

### D’autres activités
Un autre aspect notable de l’activité de Rucher concerne l’exécution de colonnes sonores de films: au moins deux cents exécutions desservent une mention; il s’agit de productions effectuées entre la fin des années cinquante et la moitié des années soixante-dix avec plusieurs directeurs, parmi lesquels les célèbres Luis Enriquez Bacalov, Gianni Ferrio, Ennio Morricone,, Riz Ortolani,,,,.
Pino Rucher mérite une mention spéciale pour avoir été le premier à jouer de la guitare électrique dans les colonnes sonores des westerns produits en Italie, d’après l’heureuse intuition du maestro Ennio Morricone, qui lui demanda de jouer le solo dans le film Per un pugno di dollari,,,,,,,,.
Lelong des années Pino Rucher se distingua dans de nombreuses expériences artistiques, montrant une grande versatilité en passant d’un genre musical à l’autre, et en font preuve ses brillantes exécutions dans des comédies musicales, par exemple Alleluja brava gente,,, et ses fertiles inventions dans bombre de fameuses chansons italiennes, par exemple Casetta in Canadà de Carla Boni, Flamenco rock de Milva, Se non ci fossi tu de Mina, Andavo a cento all’ora de Gianni Morandi, Che m'importa del mondo de Rita Pavone, L’edera de Nilla Pizzi, Adesso no de Neil Sedaka,,,.
Au cours de sa carrière de cinquante ans, Rucher joua de différents types de guitares (électrique, folk acoustique, classique, basse, douze cordes) et, en outre, banjo, mandoline, contrebasse,,,.

## Chefs d'orchestre et chanteurs: des collaborations

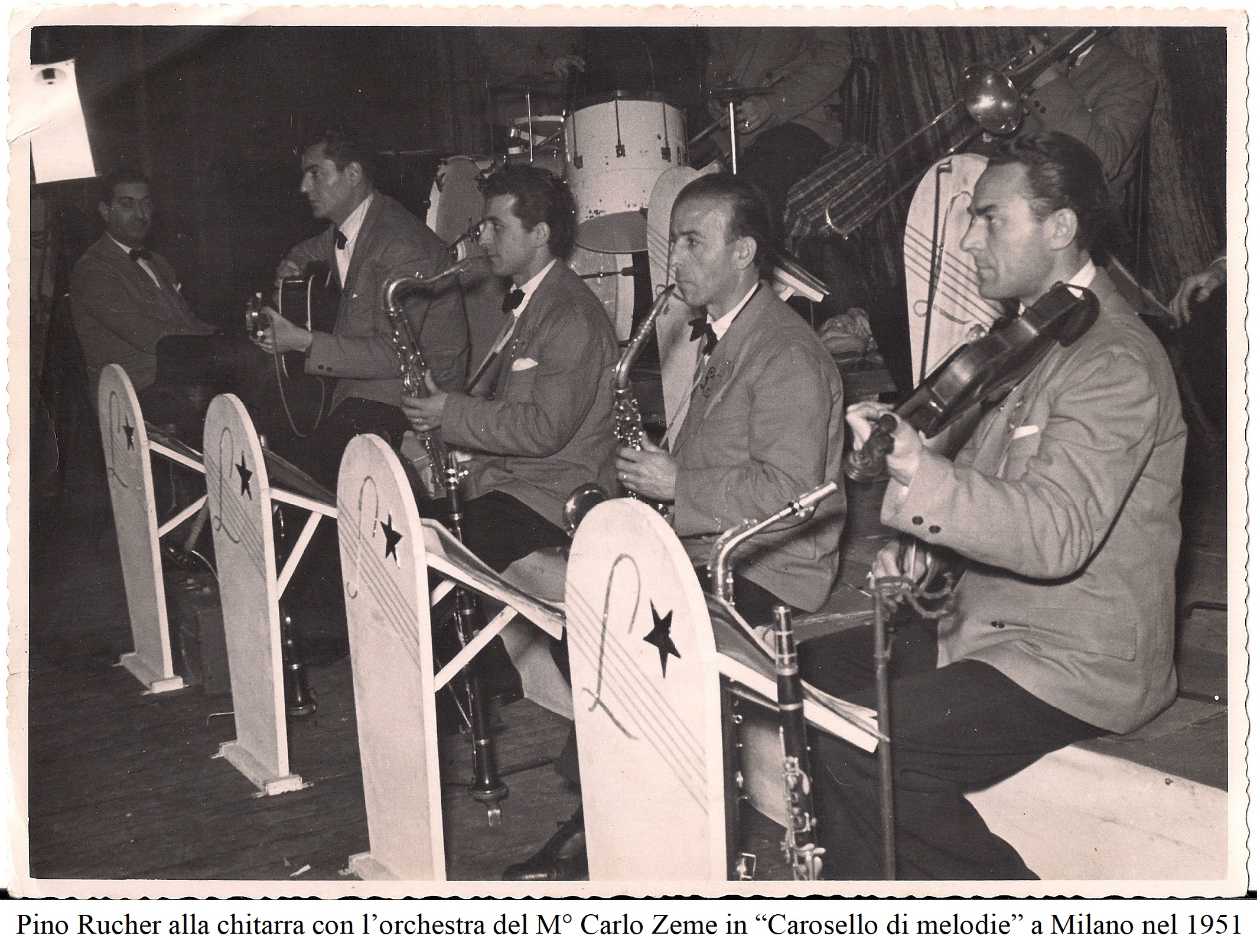
Pino Rucher à la guitare avec l’Orchestre Zeme en Carosello di melodie

Il collabora à d’innombrables concerts et productions sous la direction de grands musiciens et chefs d'orchestre, parmi lesquels Cinico Angelini, Luis Enriquez Bacalov, Ettore Ballotta, Pippo Barzizza, Mario Bertolazzi, Bruno Biriaco, Willy Brezza, Pino Calvi, Bruno Canfora, Giosy Capuano, Mario Capuano, Fiorenzo Carpi, Pippo Caruso, Guido Cergoli, Gian Paolo Chiti, Nello Ciangherotti, Alessandro Cicognini, Stelvio Cipriani, Gino Conte, Marcello De Martino, Francesco De Masi, Armando Del Cupola, Lehman Engel, Carlo Esposito, Franco Ferrara, Francesco Ferrari, Gianni Ferrio, Armando Fragna, Tarcisio Fusco, Ugo Fusco, Benedetto Ghiglia, Marcello Giombini, Claudio Gizzi, Lallo Gori, Carlo Innocenzi, Angelo Francesco Lavagnino, Egisto Macchi, Franco Mannino, Gino Marinuzzi jr., Augusto Martelli, Gianni Mazza, Mario Migliardi, Beppe Mojetta, Elvio Monti, Ennio Morricone, Mario Nascimbene, Bruno Nicolai, Roberto Nicolosi, Nino Oliviero, Nora Orlandi, Paolo Ormi, Riz Ortolani, Gino Peguri, Piero Piccioni, Berto Pisano, Franco Pisano, Gianfranco Plenizio, Robby Poitevin, Enrico Polito, Franco Potenza, Roberto Pregadio, Enrico Rava, Gianfranco Reverberi, Franco Riva, Puccio Roelens, Marcello Rosa, Nino Rota, Carlo Rustichelli, Nicola Samale, Carlo Savina, Mario Scillia, Renato Serio, Enrico Simonetti, Gian Stellari, Claudio Tallino, Franco Tamponi, Vito Tommaso, Armando Trovajoli, Umberto Tucci, Piero Umiliani, Pierluigi Urbini, Teo Usuelli, Ivan Vandor, Antonello Vannucchi, Carlo Vitale, Roman Vlad, Zeno Vukelich, Bruno Zambrini, Paolo Zavallone, Carlo Zeme, Luigi Zito, etc.

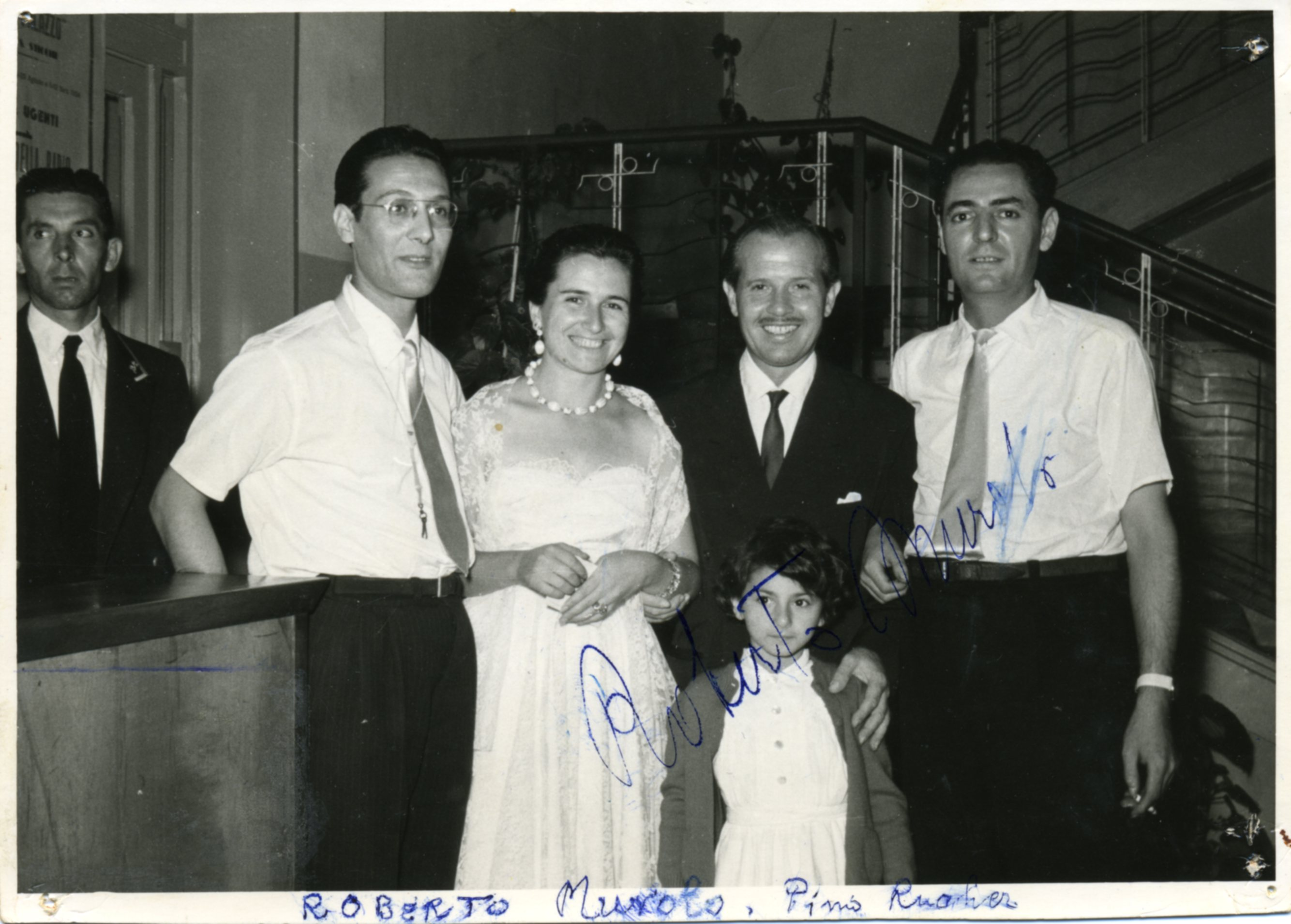
Roberto Murolo et Pino Rucher

Il joua avec les chanteurs : Tina Allori, Renzo Arbore, Nicola Arigliano, Charles Aznavour, Luciano Benevene, Carla Boni, Gino Bramieri, Sergio Bruni, Raffaella Carrà, Alida Chelli, Fausto Cigliano, Giorgio Consolini, Tony Cucchiara, Lucio Dalla, Tony Dallara, Aura D'Angelo, Laura D'Angelo, Alma Danieli, Wilma De Angelis, Jula De Palma, Tony Del Monaco, Nicola Di Bari, Johnny Dorelli, Dino, Duo Fasano, Nino Ferrer, Gabriella Ferri, Nico Fidenco, Aurelio Fierro, Lando Fiorini, Peppino Gagliardi, Zizi Jeanmaire, Gilberto La Scala, Gino Latilla, Bruna Lelli, Ettore "Raoul" Lovecchio, Daisy Lumini, Miranda Martino, Cocky Mazzetti, Gianni Meccia, Milva, Mina, Domenico Modugno, Gianni Morandi, Roberto Murolo, Carmelo Pagano, Tullio Pane, Gino Paoli, Narciso Parigi, Emilio Pericoli, Nilla Pizzi, Patty Pravo, Quartetto Cetra, Katina Ranieri, Massimo Ranieri, Renato Rascel, Gianni Ravera, Tony Renis, Teddy Reno, Ricchi e Poveri, Rocky Roberts, Giacomo Rondinella, Flo Sandon's, Toni Santagata, Neil Sedaka, Joe Sentieri, Anita Sol, Marisa Solinas, Bobby Solo, Annarita Spinaci, Luciano Tajoli, Arturo Testa, Achille Togliani, Tonina Torrielli, Ornella Vanoni, Edoardo Vianello, Claudio Villa, Iva Zanicchi, etc.

## Hommage à Pino Rucher, une vie pour la guitare

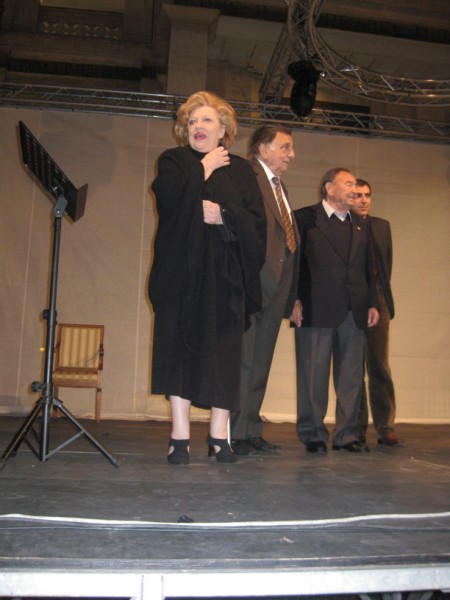
Carla Boni, Franco De Gemini, Giorgio Consolini et Carlo Posio sur la scène pendant la manifestation à Manfredonia

Cette manifestation (qui a eu lieu à Manfredonia) constitue, comme a déclaré l’assesseur provincial aux politiques culturelles Billa Consiglio, une autre tesselle au mosaïque de la culture du territoire.
« Grâce à cet événement, la province de Capitanata rend hommage à un de ses fils plus fameux et en même temps propose une des plus importantes manifestations dédiées à la musique des décennies passées ». Pendant la conférence de presse, l’assesseur Consiglio a rappelé, en outre, que « Pino Rucher a été pour la musique italienne de l’après-guerre un des artistes plus prolifiques et sous certains aspects plus innovateurs ». Elle a conclu que « Pino Rucher a été non seulement un grand guitariste, mais aussi un des premiers artistes à comprendre et à expérimenter les techniques musicales et les genres que la tragédie de la Deuxième Guerre mondiale avait apporté en Italie ».
Et c’est justement pour cette prestigieuse activité qui s’est déroulée pendant son existence que la ville de Manfredonia a décidé d’intituler une rue publique, et de consacrer cette soirée, au guitariste qui a été longtemps présent dans les salles d’enregistrement de la RCA (son nom est présent dans le volume C’era una volta la RCA par Maurizio Becker).
La manifestation a eu lieu en piazza Giovanni XXIII à Manfredonia le 5 octobre 2008 avec la participation des chanteurs Carla Boni, Giorgio Consolini, Aura D’Angelo et Miranda Martino, des musiciens Silvano Chimenti (guitariste RAI), Franco De Gemini («l’homme de l’harmonica» des films western), Elvio Monti (compositeur et directeur d’orchestre) et enfin de Giuseppe Mastroianni (technicien du son), Carlo Posio (animateur de radio et télévision), Dario Salvatori, (animateur de radio et télévision, historien de la musique). Le directeur d’orchestre Stelvio Cipriani et les chanteurs Nora Orlandi, Teddy Reno et Iva Zanicchi sont intervenus par téléphone pendant la manifestation pour rappeler les mérites artistiques de Pino Rucher, considéré comme l’un des majeurs guitaristes italiens, comme a déclaré Aura D’Angelo au public présent dans la place,.
Ont pris la parole le Maire de Manfredonia, avocat Paolo Campo, qui a donné à la famille Rucher les armes de la Mairie, et l’honorable avocat Antonio Leone, qui a donné une plaque de la Chambre des Députés de laquelle il était vice Président vicaire,,. En outre, sont intervenus le docteur Antonio Pepe et l’avocate Billa Consiglio, respectivement Président et Assesseur de la Province de Foggia.
La manifestation, filmée par le technicien de la RAI Pino Ciociola, fait partie d’un service télévisé par le docteur Enzo Del Vecchio, journaliste de la RAI régionale de Bari,,.

## Hommage de Rai Tre à Pino Rucher

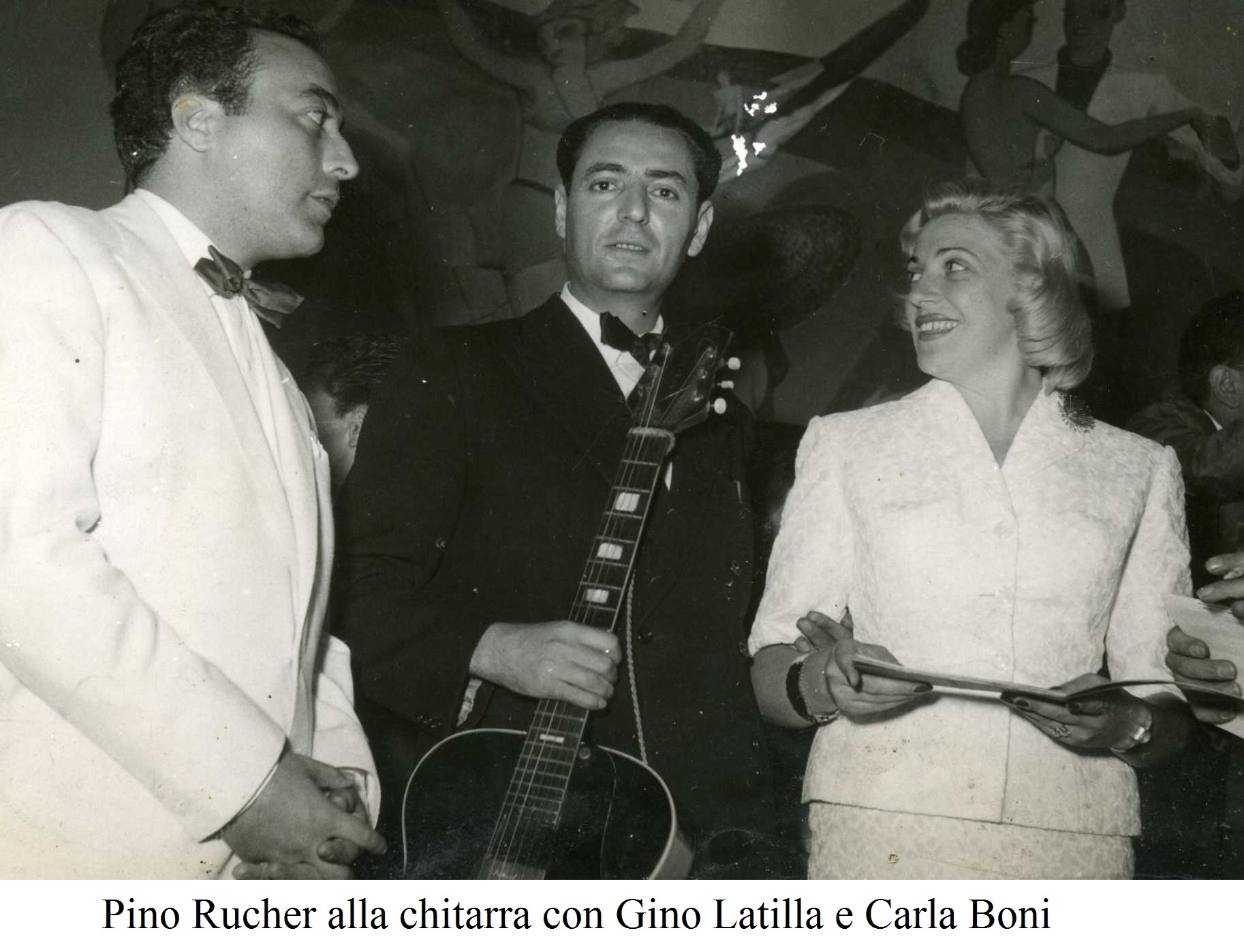
Gino Latilla, Pino Rucher, Carla Boni

En novembre 2008 Rai 3 a diffusé une émission télévisée, Le corde del West, presentée par le journaliste Enzo Del Vecchio, et rendant hommage à Pino Rucher.
Furent interviewés:
- Roberto Pregadio, le célèbre directeur d’orchestre du programme radio La Corrida, qui a rappelé la créativité et le perfectionnisme de Rucher;
- Adriano Mazzoletti, critique musical, qui a rappelé l’habileté de Rucher à écrire des arrangements et des motifs musicaux inspirés du jazz; il a déclaré que Rucher était le seul en ce temps-là en Italie qui pouvait interpréter parfaitement la musique de Barney Kessel, le célèbre guitariste jazz américain.
- Silvano Chimenti (guitariste de la RAI) a évoqué l’expérience de travail avec Rucher au théâtre Sistina à Rome pendant la représentation de la comédie musicale Alleluja brava gente.
Un hommage a également été rendu par les fameux chanteurs Carla Boni, Aura D’Angela et Giorgio Consolini, qui ont offert leurs souvenirs affectueux, et le critique Dario Salvatore qui a exprimé son opinion enthousiaste.

## Pino Rucher dans le magazine musicalRaro!
Dans le numéro de janvier 2010 du magazine musical Raro! a paru un article de quatre pages sur Pino Rucher, qui collabora aussi avec plusieurs maisons discographiques, parmi lesquelles RCA, CAM, Bixio, Beat Records, Fonit Cetra.
Raro! était un prestigieux magazine musical mensuel, fondé en 1987, publié à Rome et distribué en toutes les régions italiennes avec un tirage de vingtmille exemplaires.
L’article a remarqué, entre autres, la contribution de Pino Rucher, en particulier son rôle de guitariste soliste, à un grand nombre de colonnes sonores; par exemple, Per un pugno di dollari, Per qualche dollaro in più, Il buono, il brutto, il cattivo, Arizona Colt, I giorni dell’ira, La dolce vita, 8½,,.

## Musiques de films: hommage à Pino Rucher

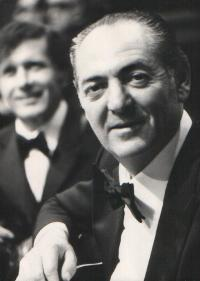
Pino Rucher en premier plan

Il faut reconnaȋtre qu’une partie du succès de films tels que Una pistola per Ringo, La dolce vita, Arizona Colt ou Metti, una sera a cena dépend de leurs colonnes sonores, dans lesquelles la guitare électrique de Pino Rucher a un rôle notable.
Les mairies de Manfredonia et de San Nicandro Garganico ont consacré une soirée spéciale à Pino Rucher le 16 octobre 2010. L’événement, intitulé Musica per film - Tributo a Pino Rucher, a eu lieu à San Nicandro Garganico (cinéma-théâtre Italia) et a revu la carrière extraordinaire du musicien, guitariste soliste de la RAI et collaborateur assidu de fameuses maisons discographiques (RCA et Fonit Cetra),,.
La manifestation a vu la participation de Dario Salvatori, critique historien de la musique, et surtout de quelques-uns des protagonistes de la musique pour films: la célèbre chanteuse Edda Dell’Orso accompagnée au piano par sono mari, Giacomo Dell’Orso, compositeur et directeur d’orchestre, Nicola Samale, compositeur, directeur d’orchestre et flûtiste, Claudio Simonetti, compositeur et claviériste avec son groupe Daemonia,,.
Dario Salvatori, critique musical, animateur radio et responsable du patrimoine sonore de la RAI, a revu les étapes principales de l’itinéraire artistique de Pino Rucher à travers les succès de la chanson italienne et les enregistrements des colonnes sonores de films parus entre les années cinquante et soixante-dix: ses solos à la guitare électrique retentissent en de centaines de fims, entre autres Per un pugno di dollari, Per qualche dollaro in più, Il buono, il brutto, il cattivo (par Sergio Leone), I giorni dell’ira, 8½,,.

## Les principales chansons enregistrées par Pino Rucher

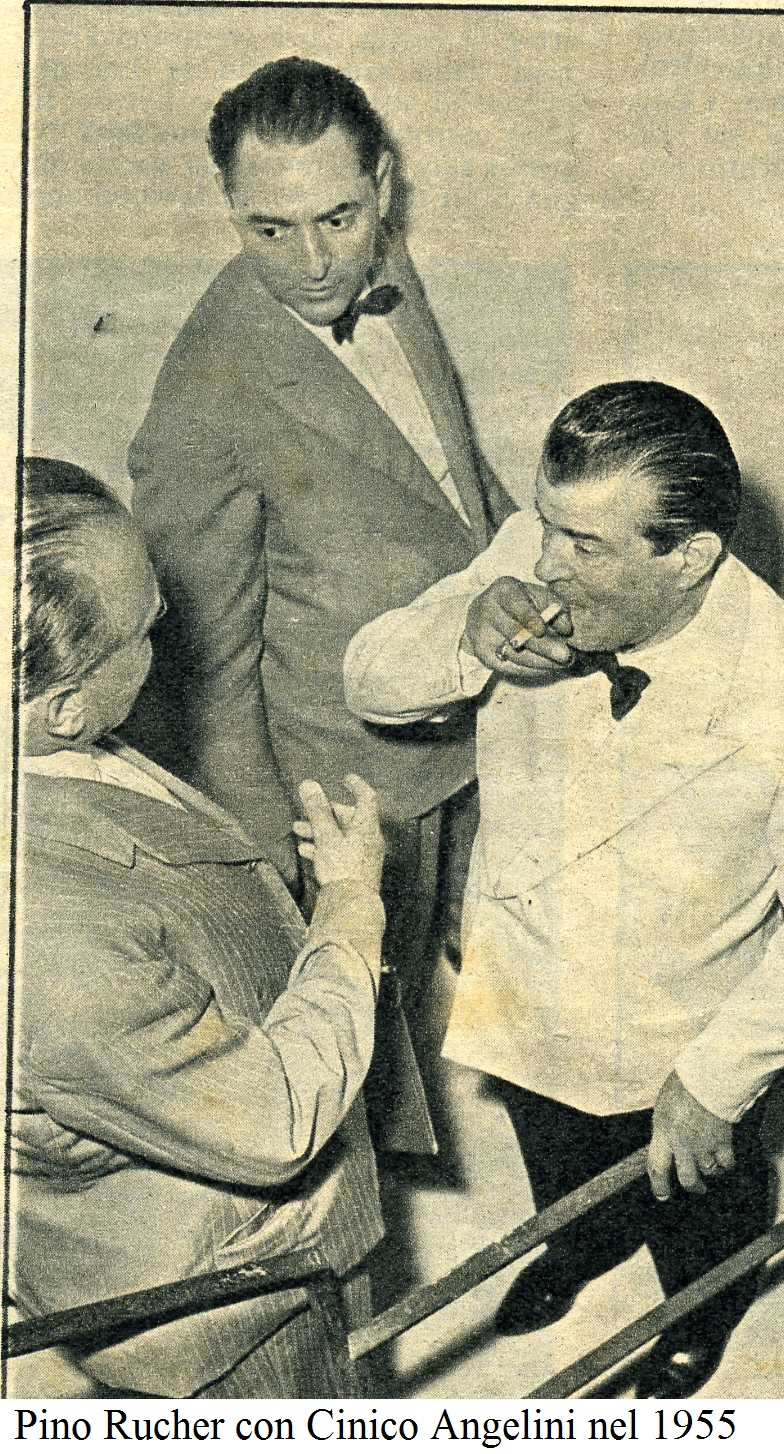
Pino Rucher et Cinico Angelini en 1955

- 1953 - No pierrot de Achille Togliani
- 1953 - Viale d’autunno de Carla Boni
- 1953 - Buonasera de Carla Boni
- 1953 - Duska de Nilla Pizzi
- 1956 - Musetto de Domenico Modugno
- 1956 - Io, mammeta e tu de Domenico Modugno
- 1956 - Guaglione de Claudio Villa
- 1957 - Corde della mia chitarra de Claudio Villa
- 1957 - Cancello tra le rose de Claudio Villa
- 1957 - Il pericolo numero uno de Claudio Villa et Gino Latilla
- 1957 - Un filo di speranza de Claudio Villa
- 1957 - La più bella canzone del mondo de Claudio Villa
- 1957 - Scusami de Gino Latilla
- 1957 - Casetta in Canadà de Carla Boni avec le Duo Fasano et Gino Latilla
- 1957 - Le trote blu de Carla Boni et le Duo Fasano
- 1957 - Un sogno di cristallo de Carla Boni
- 1957 - Un certo sorriso de Gianni Ravera
- 1957 - Serenatella sciué sciué de Gino Latilla et Carla Boni
- 1958 - L’edera de Nilla Pizzi
- 1959 - Un pizzico de musica de Carla Boni e Gino Latilla
- 1959 - Le rififì de Milva
- 1959 - Vivrò de Milva
- 1959 - Nel blu dipinto de blu de Milva
- 1959 - Due croci de Milva
- 1960 - Senza il tuo amore de Milva
- 1960 - Crudele tango de Milva e Walter Romano
- 1960 - Flamenco rock de Milva
- 1960 - Da sola a sola de Milva
- 1960 - Una zebra a pois de Mina
- 1960 - Mi vuoi lasciar de Mina
- 1960 - Non voglio cioccolata de Mina
- 1960 - Tessi tessi de Mina
- 1961 - Mafia de Domenico Modugno
- 1961 - Legata ad un granello de sabbia de Nico Fidenco
- 1961 - Come nasce un amore de Nico Fidenco
- 1962 - Aspettandoti de Tonina Torrielli
- 1962 - La partita di pallone de Rita Pavone
- 1962 - Amore twist de Rita Pavone
- 1962 - Andavo a cento all’ora de Gianni Morandi
- 1962 - Loredana de Gianni Morandi
- 1962 - Go-kart twist de Gianni Morandi
- 1963 - Adesso no de Neil Sedaka
- 1963 - Goccia di mare de Nico Fidenco
- 1964 - Questi vent’anni miei de Catherine Spaak
- 1964 - Penso a te de Catherine Spaak
- 1964 - Che m'importa del mondo de Rita Pavone
- 1964 - Viva la pappa col pomodoro de Rita Pavone
- 1964 - Datemi un martello de Rita Pavone
- 1964 - E se domani de Mina
- 1965 - Rimpiangerai, rimpiangerai de Gino Paoli
- 1965 - Piangerò de Nicola Di Bari
- 1965 - Gioia mia de Tony Cucchiara
- 1966 - Se non ci fossi tu de Mina
- 1966 - Non ho dormito mai de Paolo Bracci
- 1967 - Che vuole questa musica stasera de Peppino Gagliardi
- 1970 - Pensando a cosa sei de Peppino Gagliardi
- 1971 - Love story de Peppino Gagliardi
- 1971 - Maga maghella de Raffaella Carrà
- 1978 - Il trenino de Christian De Sica

## Enregistrements sonores
Liste des principaux enregistrements sonores effectués par Pino Rucher:
- 1958 - Poveri milionari - Musique : Armando Trovajoli
- 1959 - La grande guerra - Musique : Nino Rota
- 1960 - Caravan petrol - Musique : Piero Umiliani
- 1960 - La dolce vita - Musique : Nino Rota
- 1960 - Via Margutta - Musique : Piero Piccioni
- 1960 - Le signore - Musique : Michele Cozzoli - Direction musicale : Pierluigi Urbini
- 1960 - I dolci inganni - Musique : Piero Piccioni
- 1961 - Kanjut Sar (La montagna che ha in vetta un lago) - Musique : Gino Marinuzzi jr.
- 1961 - A porte chiuse - Musique : Piero Umiliani
- 1961 - Io amo, tu ami... - Musique : Carlo Savina
- 1961 - Un giorno da leoni - Musique : Carlo Rustichelli - Direction musicale: Pierluigi Urbini - Thème: partigiani
- 1961 - Il giudizio universale - Musique : Alessandro Cicognini - Direction musicale : Franco Ferrara
- 1962 - Boccaccio ‘70 - Musique : Piero Umiliani (épisode Renzo e Luciana), Nino Rota (épisode Le tentazioni del dottor Antonio), Nino Rota (épisode Il lavoro)
- 1962 - Ti-Koyo e il suo pescecane - Musique : Francesco De Masi - Noa-Noa - La pioggia - La laguna magica
- 1962 - La spada del Cid - Musique : Carlo Savina
- 1962 - L’amore difficile - Musique : Piero Umiliani
- 1963 - La donna nel mondo - Musique : Nino Oliviero, Riz Ortolani - Orchestration et direction musicale : Riz Ortolani - Scène de la trésorerie des États-Unis
- 1963 - 8½ - Musique : Nino Rota - L’illusioniste
- 1963 - Ro.Go.Pa.G., épisode La ricotta - Musique : Carlo Rustichelli
- 1963 - La vita provvisoria - Musique : Carlo Savina
- 1963 - La parmigiana - Musique : Piero Piccioni
- 1963 - Tutto il bello dell’uomo - Musique : Piero Umiliani
- 1963 - Tutto è musica - Musique : Domenico Modugno - Arrangements et direction musicale : Ennio Morricone
- 1963 - Totò sexy - Musique : Armando Trovajoli
- 1963 - Il boom - Musique :  Piero Piccioni - Thème principal
- 1963 - I quattro tassisti - Musique : Fiorenzo Carpi - Direction musicale: Bruno Nicolai
- 1963 - La calda vita - Musique :  Carlo Rustichelli - Direction musicale : Pierluigi Urbini
- 1964 - E... la donna creò l’uomo - Musique : Ennio Morricone
- 1964 - I malamondo - Musique : Ennio Morricone
- 1964 - Il giornalino di Gian Burrasca - Musique : Nino Rota - Arrangements et direction musicale : Luis Enriquez Bacalov - Viva la pappa col pomodoro (accompagnement avec la guitare électrique)
- 1964 - Per un pugno di dollari - Musique : Ennio Morricone - Titres (guitare solo)
- 1964 - Un mostro e mezzo - Musique : Franco Mannino
- 1965 - I tre volti - Musique : Piero Piccioni
- 1965 - La congiuntura - Musique : Luis Enriquez Bacalov
- 1965 - Per un pugno nell’occhio - Musique : Francesco De Masi - Ciccio e Franco ballade
- 1965 - Non son degno di te - Musique : Ennio Morricone
- 1965 - Una moglie americana - Musique : Nino Oliviero - Direction musicale : Pierluigi Urbini
- 1965 - E venne un uomo - Musique : Franco Potenza
- 1965 - Una pistola per Ringo - Musique : Ennio Morricone - Una pistola per Ringo (guitare solo) - Angel face (guitare solo)
- 1965 - Altissima pressione - Musique : Ennio Morricone, Luis Enriquez Bacalov
- 1965 - Agente S03 operazione Atlantide - Musique : Teo Usuelli - Relaxing swing - Relaxing shake - S03 blues (version alternative)
- 1965 - Gli amanti latini - Musique : Carlo Savina - Scène de la douche au début du film
- 1965 - Giulietta degli spiriti - Musique : Nino Rota
- 1965 - Il compagno Don Camillo - Musique : Alessandro Cicognini - Giovane amore
- 1965 - 100.000 dollari per Ringo - Musique : Bruno Nicolai
- 1965 - Thrilling (troisième épisode L’autostrada del sole) - Musique : Ennio Morricone - Scène de Sylva Koscina à table avec Alberto Sordi
- 1965 - Idoli controluce - Musique : Ennio Morricone
- 1965 - Per qualche dollaro in più - Musique : Ennio Morricone - Per qualche dollaro in più (guitare solo) - Il vizio d’uccidere (guitare solo)
- 1965 - Due marines e un generale - Musique : Piero Umiliani
- 1965 - Made in Italy - Musique : Carlo Rustichelli
- 1965 - Adiós gringo - Musique : Benedetto Ghiglia - Adios (version guitare et harmonica)
- 1966 - Avventure di mare e di costa - Musique : Franco Potenza
- 1966 - Mi vedrai tornare - Musique : Ennio Morricone
- 1966 - Sette dollari sul rosso - Musique : Francesco De Masi
- 1966 - Io, io, io... e gli altri - Musique : Carlo Rustichelli - Cocktail - Attesa al bar
- 1966 - The Texican - Musique : Nico Fidenco - Direction musicale : Robby Poitevin
- 1966 - Fumo di Londra - Musique : Piero Piccioni - Direction musicale : Bruno Nicolai - Drag beat - Drag beat (alternate)
- 1966 - Django - Musique : Luis Enriquez Bacalov[7]
- 1966 - L’affare Beckett - Musique : Nora Orlandi
- 1966 - Una rosa per tutti - Musique : Luis Enriquez Bacalov
- 1966 - Arizona Colt - Musique : Francesco De Masi - Thème Arizona
- 1966 - La battaglia dei Mods - Musique : Robby Poitevin
- 1966 - È mezzanotte, butta giù il cadavere - Musique : Gino Peguri
- 1966 - Texas addio - Musique : Antón García Abril
- 1966 - Sugar Colt - Musique : Luis Enriquez Bacalov[7]
- 1966 - 1000 dollari sul nero - Musique : Michele Lacerenza - Direction musicale : Luigi Zito - Inseguimento - Attimi d’amore
- 1966 - Navajo Joe - Musique : Ennio Morricone
- 1966 - Il buono, il brutto, il cattivo - Musique : Ennio Morricone - Titoli (chitarra solista)
- 1966 - Tre pistole contro Cesare - Musique : Marcello Giombini
- 1966 - Ringo, il volto della vendetta - Musique : Francesco De Masi
- 1967 - Se sei vivo spara - Musique : Ivan Vandor
- 1967 - ...E divenne il più spietato bandito del sud - Musique : Gianni Ferrio - Billy
- 1967 - 7 Winchester per un massacro - Musique : Francesco De Masi
- 1967 - I giorni dell’ira - Musique : Riz Ortolani
- 1967 - Le due facce del dollaro - Musique : Giosy Capuano, Mario Capuano
- 1968 - Straniero... fatti il segno della croce! - Musique : Marcello Gigante - Direction musicale : Carlo Esposito
- 1968 - Eva la venere selvaggia - Musique : Roberto Pregadio - Jungle shake - Eva’s beguine
- 1968 - E intorno a lui fu morte - Musique : Carlo Savina
- 1968 - Top Sensation - Musique : Sante Romitelli - Direction musicale : Luigi Zito
- 1969 - Metti, una sera a cena - Musique : Ennio Morricone
- 1969 - Femina ridens - Musique :  Stelvio Cipriani - Love symbol
- 1969 - Kommissar X - Drei goldene Schlangen (Three golden serpents) - Musique : Roberto Pregadio
- 1969 - Ventimila dollari sporchi di sangue (Kidnapping, paga o uccidiamo tuo figlio) - Musique : Michele Lacerenza
- 1969 - L’isola delle svedesi - Musique : Roberto Pregadio
- 1969 - Una su 13 - Musique : Stelvio Cipriani, Carlo Rustichelli
- 1970 - The underground (Il clandestino) - Musique : Roberto Pregadio
- 1970 - Franco e Ciccio sul sentiero di guerra - Musique : Roberto Pregadio - Marcia indiana - Prega Dio
- 1970 - Deserto di fuoco - Musique : Franco Bixio, Roberto Pregadio
- 1971 - Testa t’ammazzo, croce... sei morto... Mi chiamano Alleluja - Musique : Stelvio Cipriani - La verde prateria
- 1971 - I diabolici convegni - Musique : Carlo Savina
- 1971 - Questo sporco mondo meraviglioso - Musique : Piero Umiliani
- 1971 - Lo chiamavano King - Musique : Luis Enriquez Bacalov
- 1971 - Mazzabubù... Quante corna stanno quaggiù ? - Musique : Roberto Pregadio
- 1972 - La gatta in calore - Musique : Gianfranco Plenizio - Grigioperla
- 1972 - Alleluja e Sartana figli di… Dio - Musique : Elvio Monti, Franco Zauli
- 1972 - Come fu che Masuccio Salernitano, fuggendo con le brache in mano, riuscì a conservarlo sano - Musique : Roberto Pregadio
- 1973 - Servo suo - Musique : Carlo Esposito